# Ландо, Сергей Константинович
Серге́й Константи́нович Ландо́ (род. 9 июля 1955 года) — российский математик, доктор физико-математических наук, первый декан факультета математики Высшей школы экономики, профессор. Член редколлегии журнала «Moscow Mathematical Journal», автор многочисленных статей и нескольких книг.
Основные направления деятельности — теория особенностей, маломерная топология, алгебраическая геометрия и комбинаторика.
Окончил механико-математический факультет МГУ в 1977 году. После этого до 1981 года работал научным сотрудников в НИИ управляющих машин и систем в Перми. В 1981 году поступил в аспирантуру этого факультета, которую окончил в 1984 году. В 1986 году под руководством Владимира Арнольд защитил кандидатскую диссертацию «Деформации дифференциальных форм».
В 1984—1990 годы — инженер, с 1986 года — старший инженер-исследователь, с 1988 года — начальник лаборатории, с 1989 ведущий научный сотрудник Института программных систем АН СССР в Переяславле-Залесском. В 1990—1996 годы — ведущий научный сотрудник Института новых технологий в Москве. С 1996 года — главный научный сотрудник НИИ системных исследований РАН.
В 2006 году защитил в МИАНе докторскую диссертацию «Геометрия пространств мероморфных функций»
С 2008 года — профессор ВШЭ. Приглашённый докладчик Международного математического конгресса 2010 года.
В 2012 году награждён почётной грамота Президента России, в 2015 году отмечен премией «Золотая Вышка».

## Публикации
- Лекции о производящих функциях / С. К. Ландо. — М. : МЦНМО, 2002. — 143 с. : ил.; 22 см. — (Современные лекционные курсы).; ISBN 5-94057-042-9
- Лекции о производящих функциях / С. К. Ландо. — 2. изд., испр. — М. : МЦНМО, 2004. — 143 с. : ил.; 22 см. — (Современные лекционные курсы).; ISBN 5-94057-042-9
- Информатика, 6. Алгоритмика : кн. для учителя : [методическое пособие] / С. К. Ландо. — Москва : Просвещение, 2006 (Саратов : Саратовский полиграфкомбинат). — 142, [1] с. : ил., табл.; 21 см; ISBN 5-09-014600-4
- Введение в дискретную математику : электронное издание / С. К. Ландо; [Фак. математики]. — Москва : Изд-во МЦНМО, 2014. — 264 с. : ил.; ISBN 978-5-4439-2019-1
- Лекции о производящих функциях / С. К. Ландо; [ил. М. Н. Вялый]. — 3-е изд., испр. — Москва : МЦНМО, 2007. — 144 с. : ил. — (Современные лекционные курсы).; ISBN 978-5-94057-042-4
- Информатика. 7 : алгоритмика : учебник для 7 класса общеобразовательных учреждений / С. К. Ландо, А. Л. Семёнов, Вялый М. Н.. — Москва : Просвещение, 2008. — 207, [1] с. : ил., табл.; 22 см; ISBN 978-5-09-015963-0
- Информатика, 7: алгоритмика : книга для учителя / С. К. Ландо, А. Л. Семёнов, М. Н. Вялый. — Москва : Просвещение, 2008. — 142, [1] с.; 22 см; ISBN 978-5-09-015962-3
- Encyclopaedia of mathematical sciences. Vol. 141: Graphs on surfaces and their applications / Sergei K. Lando, Alexander K. Zvonkin; app. by Don B. Zagier. — Berlin [etc.] : Springer, cop. 2004. — xv, 455 с. : ил.; 25 см; ISBN 3-540-00203-0
- Графы на поверхностях и их приложения / А. К. Звонкин, С. К. Ландо. — Москва : Изд-во МЦНМО, 2010. — 480 с. : ил., табл.; 25 см; ISBN 978-5-94057-588-7